# アルベルト (スチェルツェ公)
アルベルト（Albert strzelecki, 1300年以前 - 1375年9月25日以前）は、オポーレ公（在位：1313年 - 1323年、兄ボルコ2世と共同統治）、スチェルツェ公（在位：1323年 - 1375年）。オポーレ公ボルコ1世の三男、母はブランデンブルク辺境伯オットー3世の娘アグネス。

## 生涯
1313年に父が死ぬと同時にアルベルトと次兄ボルコ2世と共にオポーレ公国を相続したが、両者は未成年であったため、兄弟の長兄であるニェモドリン公ボレスワフが摂政を務め、1323年にボルコ2世とアルベルトの親政が始まった。しかし兄弟はまもなく公国の分割を決め、ボルコ2世はオポーレを保持し、アルベルトがスチェルツェを分け与えられた。
アルベルトの統治に関することは外交、内政ともにほとんどよく分からない。1327年にアルベルトはボヘミア王の封臣となったが、オパヴァで他のシロンスク諸公と一緒にボヘミア王ヨハン・フォン・ルクセンブルクに臣従の礼を取る場には出て来ていない。この理由は不明である。1326年には、アルベルトは公国の首都スチェルツェに都市特権を与えている。また、イェミェルニツァにある父の建てたシトー会修道院を経済的に支援していた。
アルベルトの正確な死亡日は不明である。アルベルトが生きているのが分かる最後の史料は1366年のものだが、歴史家達は彼の死亡時期を1370年から1375年の間としている。遺体はイェミェルニツァの修道院に埋葬された。男子相続者がなかったため、遺領は甥でボルコ2世の次男ボルコ3世に相続された。

## 子女
1347年、マクデブルク城伯ブルクハルト1世・フォン・ハルデックの娘アグネス（1371年5月27日没）と結婚し、一女をもうけた。
1. エルジュビェタ（1348年頃 - 1361年4月17日以前） - 1359年12月1日、グニェフコヴォ公ヴワディスワフと結婚